# Eleição da cidade-sede dos Jogos Olímpicos de Inverno de 2002
A eleição da cidade-sede dos Jogos Olímpicos de Inverno de 2002 ocorreu em 16 de junho de 1995, durante a 104ª Sessão do COI, realizada em Budapeste, Hungria. Quatro cidades eram candidatas:
- Östersund
- Quebec
- Salt Lake City
- Sion

A votação seguiu o procedimento habitual: na primeira rodada, cada membro do COI com direito a voto escolheria uma das cinco candidatas. No final, caso nenhuma atingisse a maioria absoluta, a menos votada era eliminada e a votação recomeçava com as restantes. Entretanto, em apenas uma rodada a condição foi estabelecida e Salt Lake City ganhou o direito de sediar os Jogos.
| Cidade         | CON            | 1ª rodada |
| -------------- | -------------- | --------- |
| Salt Lake City | Estados Unidos | 54        |
| Sion           | Suíça          | 14        |
| Östersund      | Suécia         | 14        |
| Quebec         | Canadá         | 7         |

## Outras cidades
As seguintes cidades não foram escolhidas como finalistas pelo COI:
- Graz
- Jaca
- Poprad-Tatry
- Sochi
- Tarvisio